# Patricia Quinn
Patricia Quinn (Belfast, 28 mei 1944) is een Noord-Iers actrice. Ze behoorde tot de originele cast van de musical The Rocky Horror Show uit 1973 en speelde twee jaar later dezelfde rol ('Magenta') in de hierop gebaseerde film The Rocky Horror Picture Show.

## Carrière
Quinns carrière begon in het theater. Daarnaast speelde ze vanaf de jaren zestig voornamelijk naamloze rolletjes in een paar films en had ze eenmalige gastrollen in verschillende televisieseries. Dit duurde tot ze toetrad tot de originele cast van The Rocky Horror Show, in het Royal Court Theatre in Londen. De show werd een culthit en haar vertolking van 'Magenta' bleef de rest van haar carrière aan haar kleven. Wat daar ook aan bijdroeg, is dat het haar lippen zijn die te zien zijn tijdens het lied Science Fiction, Double Feature en deze werden gebruikt als logo voor de productie. Na haar doorbraak kreeg Quinn terugkerende rollen in televisieseries als Shoulder to Shoulder, The Love School en I, Claudius. Daarnaast werden ook haar filmrollen omvangrijker.
Quinn trouwde in januari 1995 met acteur Robert Stephens, met wie ze toen achttien jaar samen was. Hij overleed tien maanden later. Dit was haar tweede huwelijk. Quinn kreeg samen met haar eerste echtgenoot een zoon.

## Filmografie
*Exclusief televisiefilms
- The Lords of Salem (2012)
- Mary Horror (2011)
- Tamara Drewe (2010)
- The Strange Case of Delfina Potocka: The Mystery of Chopin (1999)
- England, My England (1995)
- Monty Python's The Meaning of Life (1983)
- Shock Treatment (1981)
- Hawk the Slayer (1980)
- The Outsider (1979)
- Sebastiane (1976)
- The Rocky Horror Picture Show (1975)
- Adolf Hitler: My Part in His Downfall (1973)
- The Alf Garnett Saga (1972)
- Up the Front (1972)
- Rentadick (1972)
- Up the Chastity Belt (1972)
- Where Has Poor Mickey Gone? (1964)

## Televisieseries
*Exclusief eenmalige gastrollen
- Doctor Who - Belazs (1987, twee afleveringen)
- Fortunes of War - Mona Castlebar (1987, twee afleveringen)
- Lost Empires - Doris Tingley (1986, twee afleveringen)
- The Box of Delights  - Sylvia Daisy Pouncer (1984, vier afleveringen)
- Good Behaviour - Rose (1983, twee afleveringen)
- Fox - Liz (1980, twee afleveringen)
- I, Claudius - Livilla (1976, vier afleveringen)
- The Love School - Lizzie Siddal (1975, vier afleveringen)
- Shoulder to Shoulder - Christabel Pankhurst (1974, zes afleveringen)

- Biblioteca Nacional de España: XX5562750
- Gemeinsame Normdatei: 134664345
- International Standard Name Identifier: 0000 0001 3358 3204
- Library of Congress Control Number: n2007067893
- MusicBrainz: 1e8d1701-18c5-4a4d-a661-9b89d9c858e0
- Nationale Bibliotheek van Tsjechië: xx0179202
- Virtual International Authority File: 26518080
- WorldCat: E39PBJkCYc6vfwqvJXPpvyHwG3